# حسیان
حسیان (به عربی: الحسیان) یک شهرداری در الجزایر است که در ناحیه عین النویصی واقع شده‌است. حسیان ۷۰ کیلومتر مربع مساحت و ۹٬۶۸۰ نفر جمعیت دارد.